# Stephanos Stephanopoulos

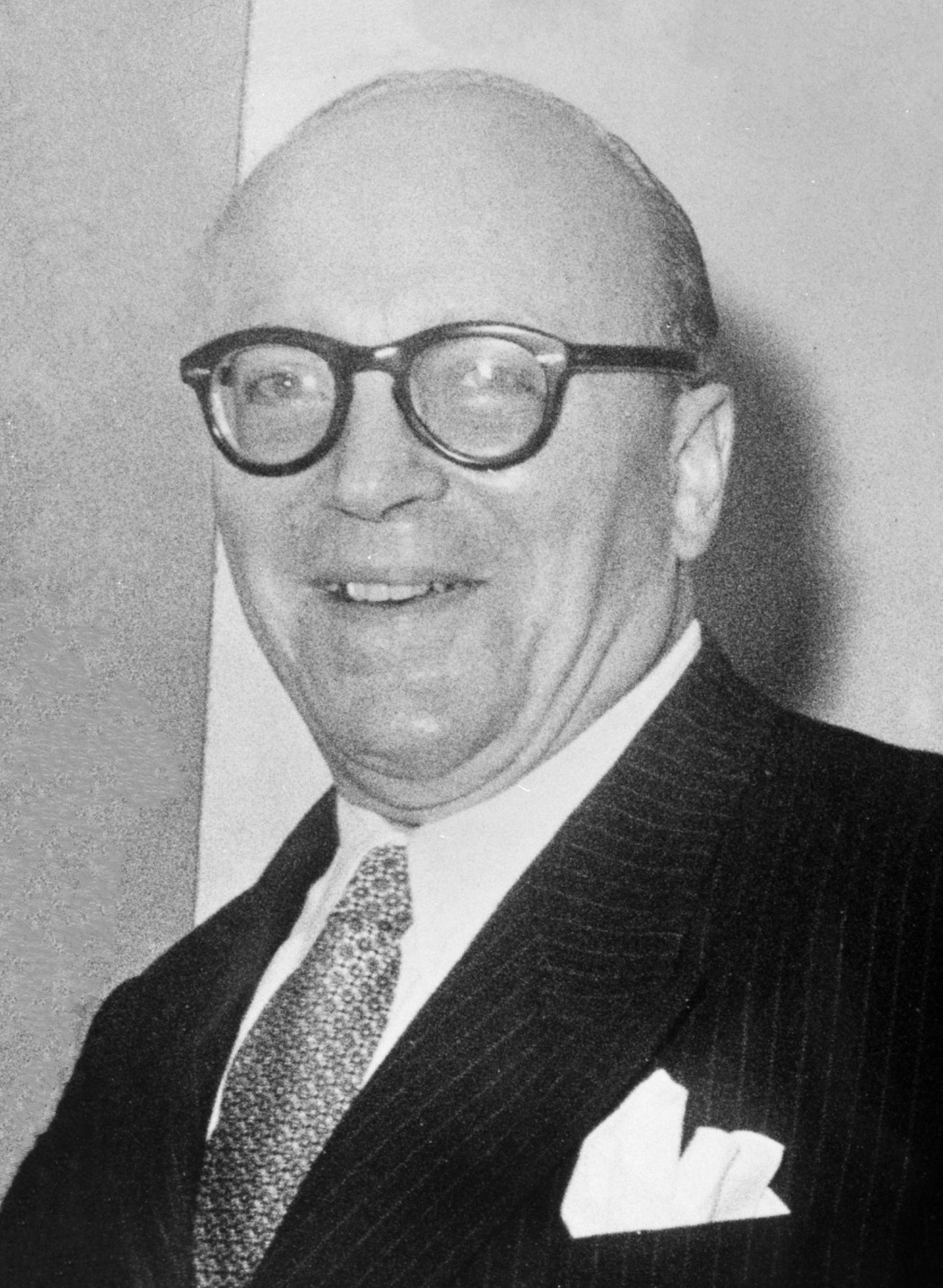
Stefanos Stefanopoulos

Stephanos Stephanopoulos (griechisch Στέφανος Στεφανόπουλος, * 1898 in Divri; † 4. Oktober 1982 in Athen) war ein griechischer Politiker und ehemaliger Ministerpräsident.
Stephanopoulos war 1952 bis 1955 Stellvertretender Ministerpräsident und Außenminister im Kabinett von Marschall Alexandros Papagos und nach dessen Tod vom 4. bis zum 6. Oktober 1955 amtierender Ministerpräsident. In der Funktion des Außenministers unterzeichnete er am 28. Februar 1953 in Ankara den ersten Freundschaftsvertrag zwischen Griechenland, Jugoslawien und der Türkei.
Am 17. September 1965 wurde er erneut Ministerpräsident einer Regierung, die zunächst durch die konservativen Parteien sowie abtrünnigen Mitgliedern der am 15. Juli 1965 abgesetzten Regierung der Zentrumsunion (EK) von Georgios Papandreou unterstützt wurde. 1966 war er auch Außenminister. Allerdings konnte er keine dauerhafte Parlamentsregierung erreichen, so dass seine Regierung am 22. Dezember 1966 scheiterte.

## Biographische Quellen und Hintergrundinformationen
- Biographische Notizen
- "Violence the only Way", Artikel in der Tageszeitung KATHIMERINI vom 26. September 1955
- Papagos. Artikel in der Tageszeitung KATHIMERINI vom 4. Oktober 1955
- Finishing the Condemned. Artikel im TIME-Magazine vom 30. Dezember 1966
- Onward, Christian Soldiers. Artikel im TIME-Magazine vom 19. Mai 1967
- Nachruf in der New York Times vom 6. Oktober 1982
- Freundschaftsvertrag zwischen Griechenland, Jugoslawien und der Türkei

| Vorgänger          | Amt                                        | Nachfolger              |
| ------------------ | ------------------------------------------ | ----------------------- |
| Alexandros Papagos | Premierminister von Griechenland 1955      | Konstantinos Karamanlis |
| Ilias Tsirimokos   | Premierminister von Griechenland 1965–1966 | Ioannis Paraskevopoulos |

| Personendaten    | Personendaten                                |
| ---------------- | -------------------------------------------- |
| NAME             | Stephanopoulos, Stephanos                    |
| KURZBESCHREIBUNG | griechischer Politiker und Ministerpräsident |
| GEBURTSDATUM     | 1898                                         |
| GEBURTSORT       | Divri, Lampeia, Griechenland                 |
| STERBEDATUM      | 4. Oktober 1982                              |
| STERBEORT        | Athen                                        |